# ヴェルサイユ条約 (1768年)
1768年のヴェルサイユ条約（フランス語: Traité de Versailles イタリア語: Trattato di Versailles）は、同年5月15日にヴェルサイユ宮殿で調印された、フランス王国とジェノヴァ共和国の条約。
ジェノヴァが、統治が及ばなくなっていたコルシカ島の領有権をフランスに譲渡した。

## 概要
1284年以来、コルシカ島はジェノヴァ共和国が支配してきた。しかし18世紀になると、コルシカ人は独立を志すようになった。
1736年にドイツ人のテオドール・フォン・ノイホフがネーデルラント連邦共和国やイギリスの支援を受けて「コルシカ王」を名乗ったが、8か月で失敗した。1755年、パスカル・パオリが恒常的な独立政権（コルシカ共和国）の建設に成功した。1764年、ジェノヴァはフランスにコルシカ派兵を要請した。フランスはコルシカ沿岸部を制圧し、共和国を孤立させるとともにイギリスの横取りを防いだ。
1768年のヴェルサイユ条約で、ジェノヴァは借金のかたとしてコルシカ島の領有権をフランスに譲渡した。衰退の止まらないジェノヴァには、他に借金を解消する手立てが無く、またコルシカ独立運動を自力で制圧することもできなかった。
1768年9月、フランスのコルシカ征服が始まった。1869年5月のポンテ・ノーウの戦いでコルシカ島全土が制圧され、コルシカ島はフランス革命勃発までフランス王の私領となった。